# 와룡면
와룡면(臥龍面)은 대한민국 경상북도 안동시의 면이다.

## 역사
- 조선 시대에는 이 지역을 부동(府東)과 부북(府北)이라 칭하였다.
- 1906년 동선과 북선 양면을 설치
- 1914년 4월 1일 행정구역 개편으로 예안군이 안동군에 병합되었고 동선과 북선 양 면을 합병하여 와룡면으로 개칭
- 1974년 1월 7일 안동댐 건설로 인한 행정구역 개편으로 월곡면(月谷面)의 도곡, 절강, 가류, 나소동과 예안면의 도천동, 선양동 일부를 편입
- 1983년 2월 15일 중가구, 서지, 산야동 일부가 안동시 중구동으로 편입
- 2017년 3월 3일 : 절강리 일원이 도곡리로 병합.[1]

## 행정 구역
| 법정리   | 행정리                    | 비고                       |
| -------- | ------------------------- | -------------------------- |
| 가구리   | 가구1리, 가구2리          |                            |
| 가류리   | 가류1리, 가류2리          |                            |
| 가야리   | 가야리                    |                            |
| 감애리   | 감애1리, 감애2리          |                            |
| 도곡리   | 도곡리                    | 2017년 3월 3일 절강리 편입 |
| 라소리   | 라소리                    | 또는 나소리                |
| 산야리   | 산야1리, 산야2리, 산야3리 |                            |
| 서지리   | 서지리                    |                            |
| 서현리   | 서현리                    |                            |
| 오천리   | 오천1리, 오천2리, 오천3리 |                            |
| 이상리   | 이상리                    |                            |
| 이하리   | 이하1리, 이하2리          |                            |
| 주계리   | 주계리                    |                            |
| 주하리   | 주하1리, 주하2리          |                            |
| 중가구리 | 중가구1리, 중가구2리      |                            |
| 지내리   | 지내1리, 지내2리          |                            |
| 태리     | 태1리, 태2리              | 면행정복지센터 소재지      |

## 교육 기관
| 학교명              | 소재지                        | 비고        |
| ------------------- | ----------------------------- | ----------- |
| 와룡초등학교        | 와룡면 문화마을길 11 (가구리) |             |
| 오룡초등학교        | 와룡면 퇴계로 1333-5 (감애리) | 1999년 폐교 |
| 문천초등학교        | 와룡면 샘골길 34-5 (이상리)   | 1999년 폐교 |
| 안동중학교 와룡분교 | 와룡면 장수골길 17 (지내리)   | 2018년 폐교 |

## 문화재
- 안동 와룡면의 뚝향나무
- 유하사

## 교통
- 중앙선 이하역
- 국도 제35호선